# Gabinet federalny Australii
Gabinet federalny Australii (Cabinet) stanowi najwyższą rangą część rządu federalnego Australii. Składa się z premiera federalnego oraz najważniejszych spośród wskazanych przez niego ministrów.

## Powoływanie
Rząd federalny (czyli gabinet oraz pozostali ministrowie) powoływany jest przez gubernatora generalnego Australii w imieniu monarchy, przy czym tradycyjnie gubernator mianuje premierem przywódcę partii lub koalicji dysponującej większością w Izbie Reprezentantów, zaś ministrami wskazanych przez niego kandydatów. Gubernator generalny powołuje nowy rząd nie rzadziej niż po każdych wyborach, choć możliwa jest również zmiana rządu w środku kadencji, przede wszystkim w razie śmierci lub dymisji premiera. Jeśli nawet partia lub koalicja rządząca uzyskuje reelekcję i premier pozostaje u władzy, w nowej kadencji formalnie kieruje zupełnie nowym rządem.

## Podział na gabinet i pozostałych ministrów
Ministrowie niewchodzący w skład gabinetu określani są jako junior ministry lub outer ministry. Wszyscy ministrowie razem nazywani są ministry, można też określać ich terminem government, choć jego zakres znaczeniowy jest jeszcze szerszy i obejmuje wszystkie osoby zasiadające w departamentach rządowych z nadania politycznego (po polsku zarówno ministry, jak i government, tłumaczone są jako „rząd”). Rozróżnienie na Cabinet i junior ministry pojawiło się po raz pierwszy w czasie urzędowania siódmego gabinetu Roberta Menziesa (1956-58), wcześniej wszyscy ministrowie wchodzili w skład gabinetu. Posiadanie przez ministra rangi członka gabinetu ma charakter personalny, a w mniejszym stopniu wynika z zajmowanego stanowiska. Premier może powołać do gabinetu osobę, której poprzednik na tym samym stanowisku rządowym nie był jego członkiem lub odwrotnie. Może też zmienić rangę osoby bez zmiany jej zakresu kompetencji. Możliwe jest również podniesienie do rangi członka gabinetu jednego z wiceministrów – wszystko zależy od decyzji szefa rządu.

## Lista gabinetów
| lp. | gabinet                             | partia/koalicja rządząca          | zaprzysiężenie       | dymisja              | powód dymisji                                    |
| --- | ----------------------------------- | --------------------------------- | -------------------- | -------------------- | ------------------------------------------------ |
| 1   | Gabinet Edmunda Bartona             | Partia Protekcjonistyczna         | 1 stycznia 1901      | 24 września 1903     | rezygnacja premiera                              |
| 2   | Pierwszy gabinet Alfreda Deakina    | Partia Protekcjonistyczna         | 24 września 1903     | 27 kwietnia 1904     | rezygnacja premiera                              |
| 3   | Gabinet Chrisa Watsona              | Australijska Partia Pracy         | 27 kwietnia 1904     | 17 sierpnia 1904     | rezygnacja premiera                              |
| 4   | Gabinet George’a Reida              | Partia Wolnego Handlu             | 18 sierpnia 1904     | 5 lipca 1905         | wotum nieufności                                 |
| 5   | Drugi gabinet Alfreda Deakina       | Partia Protekcjonistyczna         | 5 lipca 1905         | 12 grudnia 1906      | wybory                                           |
| 6   | Trzeci gabinet Alfreda Deakina      | Partia Protekcjonistyczna         | 12 grudnia 1906      | 13 listopada 1908    | rezygnacja premiera                              |
| 7   | Pierwszy gabinet Andrew Fishera     | Australijska Partia Pracy         | 13 listopada 1908    | 2 czerwca 1909       | rezygnacja premiera                              |
| 8   | Czwarty gabinet Alfreda Deakina     | Związkowa Partia Liberalna        | 2 czerwca 1909       | 29 kwietnia 1910     | wybory                                           |
| 9   | Drugi gabinet Andrew Fishera        | Australijska Partia Pracy         | 29 kwietnia 1910     | 24 czerwca 1913      | wybory                                           |
| 10  | Gabinet Josepha Cooka               | Związkowa Partia Liberalna        | 24 czerwca 1913      | 17 września 1914     | wybory                                           |
| 11  | Trzeci gabinet Andrew Fishera       | Australijska Partia Pracy         | 17 września 1914     | 27 października 1915 | rezygnacja premiera                              |
| 12  | Pierwszy gabinet Billy’ego Hughesa  | Australijska Partia Pracy         | 27 października 1915 | 14 listopada 1916    | rozłam w partii rządzącej                        |
| 13  | Drugi gabinet Billy’ego Hughesa     | Narodowa Partia Pracy             | 14 listopada 1916    | 17 lutego 1917       | zmiana partii rządzącej                          |
| 14  | Trzeci gabinet Billy’ego Hughesa    | Nacjonalistyczna Partia Australii | 17 lutego 1917       | 5 maja 1917          | wybory                                           |
| 15  | Czwarty gabinet Billy’ego Hughesa   | Nacjonalistyczna Partia Australii | 5 maja 1917          | 3 lutego 1920        | wybory                                           |
| 16  | Piąty gabinet Billy’ego Hughesa     | Nacjonalistyczna Partia Australii | 4 lutego 1920        | 9 lutego 1923        | wybory                                           |
| 17  | Pierwszy gabinet Stanleya Bruce’a   | Koalicja                          | 9 lutego 1923        | 14 listopada 1925    | wybory                                           |
| 18  | Drugi gabinet Stanleya Bruce’a      | Koalicja                          | 14 listopada 1925    | 29 listopada 1928    | wybory                                           |
| 19  | Trzeci gabinet Stanleya Bruce’a     | Koalicja                          | 29 listopada 1928    | 22 października 1929 | wybory                                           |
| 20  | Gabinet Jamesa Scullina             | Australijska Partia Pracy         | 22 października 1929 | 6 stycznia 1932      | wybory                                           |
| 21  | Pierwszy gabinet Josepha Lyonsa     | Partia Zjednoczonej Australii     | 6 stycznia 1932      | 12 października 1934 | wybory                                           |
| 22  | Drugi gabinet Josepha Lyonsa        | Partia Zjednoczonej Australii     | 12 października 1934 | 9 listopada 1934     | utworzenie koalicji rządowej                     |
| 23  | Trzeci gabinet Josepha Lyonsa       | Koalicja                          | 9 listopada 1934     | 29 listopada 1937    | wybory                                           |
| 24  | Czwarty gabinet Josepha Lyonsa      | Koalicja                          | 29 listopada 1937    | 7 kwietnia 1939      | śmierć premiera                                  |
| 25  | Gabinet Earle’a Page’a              | Koalicja                          | 7 kwietnia 1939      | 26 kwietnia 1939     | rezygnacja premiera                              |
| 26  | Pierwszy gabinet Roberta Menziesa   | Partia Zjednoczonej Australii     | 26 kwietnia 1939     | 14 marca 1940        | utworzenie koalicji rządowej                     |
| 27  | Drugi gabinet Roberta Menziesa      | Koalicja                          | 14 marca 1940        | 28 października 1940 | wybory                                           |
| 28  | Trzeci gabinet Roberta Menziesa     | Koalicja                          | 28 października 1940 | 28 sierpnia 1941     | rezygnacja premiera                              |
| 29  | Gabinet Arthura Faddena             | Koalicja                          | 28 sierpnia 1941     | 7 października 1941  | rezygnacja premiera                              |
| 30  | Pierwszy gabinet Johna Curtina      | Australijska Partia Pracy         | 7 października 1941  | 21 września 1943     | wybory                                           |
| 31  | Drugi gabinet Johna Curtina         | Australijska Partia Pracy         | 21 września 1943     | 6 lipca 1945         | śmierć premiera                                  |
| 32  | Gabinet Franka Forde’a              | Australijska Partia Pracy         | 6 lipca 1945         | 13 lipca 1945        | rezygnacja premiera                              |
| 33  | Pierwszy gabinet Bena Chifleya      | Australijska Partia Pracy         | 13 lipca 1945        | 1 listopada 1946     | wybory                                           |
| 34  | Drugi gabinet Bena Chifleya         | Australijska Partia Pracy         | 1 listopada 1946     | 19 grudnia 1949      | wybory                                           |
| 35  | Czwarty gabinet Roberta Menziesa    | Koalicja                          | 19 grudnia 1949      | 11 maja 1951         | wybory                                           |
| 36  | Piąty gabinet Roberta Menziesa      | Koalicja                          | 11 maja 1951         | 9 lipca 1954         | wybory                                           |
| 37  | Szósty gabinet Roberta Menziesa     | Koalicja                          | 9 lipca 1954         | 11 stycznia 1956     | wybory                                           |
| 38  | Siódmy gabinet Roberta Menziesa     | Koalicja                          | 11 stycznia 1956     | 10 grudnia 1958      | wybory                                           |
| 39  | Ósmy gabinet Roberta Menziesa       | Koalicja                          | 10 grudnia 1958      | 22 grudnia 1961      | wybory                                           |
| 40  | Dziewiąty gabinet Roberta Menziesa  | Koalicja                          | 22 grudnia 1961      | 18 grudnia 1963      | wybory                                           |
| 41  | Dziesiąty gabinet Roberta Menziesa  | Koalicja                          | 18 grudnia 1963      | 26 stycznia 1966     | rezygnacja premiera                              |
| 42  | Pierwszy gabinet Harolda Holta      | Koalicja                          | 26 stycznia 1966     | 14 grudnia 1966      | wybory                                           |
| 43  | Drugi gabinet Harolda Holta         | Koalicja                          | 14 grudnia 1966      | 19 grudnia 1967      | śmierć premiera                                  |
| 44  | Gabinet Johna McEwena               | Koalicja                          | 19 grudnia 1967      | 10 stycznia 1968     | rezygnacja premiera                              |
| 45  | Pierwszy gabinet Johna Gortona      | Koalicja                          | 10 stycznia 1968     | 12 listopada 1969    | wybory                                           |
| 46  | Drugi gabinet Johna Gortona         | Koalicja                          | 12 listopada 1969    | 10 marca 1971        | rezygnacja premiera                              |
| 47  | Gabinet Williama McMahona           | Koalicja                          | 10 marca 1971        | 5 grudnia 1972       | wybory                                           |
| 48  | Pierwszy gabinet Gougha Whitlama    | Australijska Partia Pracy         | 5 grudnia 1972       | 19 grudnia 1972      | całkowita rekonstrukcja gabinetu                 |
| 49  | Drugi gabinet Gougha Whitlama       | Australijska Partia Pracy         | 19 grudnia 1972      | 12 czerwca 1974      | wybory                                           |
| 50  | Trzeci gabinet Gougha Whitlama      | Australijska Partia Pracy         | 12 czerwca 1974      | 11 listopada 1975    | odwołanie premiera przez gubernatora generalnego |
| 51  | Pierwszy gabinet Malcolma Frasera   | Koalicja                          | 11 listopada 1975    | 22 grudnia 1975      | wybory                                           |
| 52  | Drugi gabinet Malcolma Frasera      | Koalicja                          | 22 grudnia 1975      | 20 grudnia 1977      | wybory                                           |
| 53  | Trzeci gabinet Malcolma Frasera     | Koalicja                          | 20 grudnia 1977      | 3 listopada 1980     | wybory                                           |
| 54  | Czwarty gabinet Malcolma Frasera    | Koalicja                          | 3 listopada 1980     | 11 marca 1983        | wybory                                           |
| 55  | Pierwszy gabinet Boba Hawke’a       | Australijska Partia Pracy         | 11 marca 1983        | 13 grudnia 1984      | wybory                                           |
| 56  | Drugi gabinet Boba Hawke’a          | Australijska Partia Pracy         | 13 grudnia 1984      | 24 lipca 1987        | wybory                                           |
| 57  | Trzeci gabinet Boba Hawke’a         | Australijska Partia Pracy         | 24 lipca 1987        | 4 kwietnia 1990      | wybory                                           |
| 58  | Czwarty gabinet Boba Hawke’a        | Australijska Partia Pracy         | 4 kwietnia 1990      | 20 grudnia 1991      | rezygnacja premiera                              |
| 59  | Pierwszy gabinet Paula Keatinga     | Australijska Partia Pracy         | 20 grudnia 1991      | 24 marca 1993        | wybory                                           |
| 60  | Drugi gabinet Paula Keatinga        | Australijska Partia Pracy         | 24 marca 1993        | 11 marca 1996        | wybory                                           |
| 61  | Pierwszy gabinet Johna Howarda      | Koalicja                          | 11 marca 1996        | 21 października 1998 | wybory                                           |
| 62  | Drugi gabinet Johna Howarda         | Koalicja                          | 21 października 1998 | 26 listopada 2001    | wybory                                           |
| 63  | Trzeci gabinet Johna Howarda        | Koalicja                          | 26 listopada 2001    | 22 października 2004 | wybory                                           |
| 64  | Czwarty gabinet Johna Howarda       | Koalicja                          | 22 października 2004 | 3 grudnia 2007       | wybory                                           |
| 65  | Pierwszy gabinet Kevina Rudda       | Australijska Partia Pracy         | 3 grudnia 2007       | 24 czerwca 2010      | rezygnacja premiera                              |
| 66  | Pierwszy gabinet Julii Gillard      | Australijska Partia Pracy         | 24 czerwca 2010      | 14 września 2010     | wybory                                           |
| 67  | Drugi gabinet Julii Gillard         | Australijska Partia Pracy         | 14 września 2010     | 26 czerwca 2013      | rezygnacja premiera                              |
| 68  | Drugi gabinet Kevina Rudda          | Australijska Partia Pracy         | 27 czerwca 2013      | 18 września 2013     | wybory                                           |
| 69  | Gabinet Tony’ego Abbotta            | Koalicja                          | 18 września 2013     | 15 września 2015     | rezygnacja premiera                              |
| 70  | Pierwszy gabinet Malcolma Turnbulla | Koalicja                          | 15 września 2015     | 19 lipca 2016        | wybory                                           |
| 71  | Drugi gabinet Malcolma Turnbulla    | Koalicja                          | 19 lipca 2016        | 24 sierpnia 2018     | rezygnacja premiera                              |
| 72  | Pierwszy gabinet Scotta Morrisona   | Koalicja                          | 24 sierpnia 2018     | 29 maja 2019         | wybory                                           |
| 73  | Drugi gabinet Scotta Morrisona      | Koalicja                          | 29 maja 2019         | 23 maja 2022         | wybory                                           |
| 74  | Gabinet Anthony’ego Albanesego      | Australijska Partia Pracy         | 23 maja 2022         |                      |                                                  |